# Исчезнувшие улицы Екатеринбурга

Исчезнувшие улицы Екатеринбурга

В процессе развития города Екатеринбурга многие его улицы, переулки и площади исчезли в результате реконструкции или сноса целых кварталов и строительства на их месте новых зданий или застройки и перегораживания самой улицы. Улица может как бесследно исчезнуть, так и превратиться в безымянный внутриквартальный проезд или пешеходную дорожку. В число исчезнувших улиц не включены переименованные улицы или вошедшие в состав других улиц.

## Названия дореволюционных улиц
Большинство из этих названий сложились в обывательском обществе. Часть названий отражала географические понятия, форму, место расположения (Завальная, Косая, Одинарная, Береговая и т. п.), часть была посвящена фауне (Лягушачья, Заячья, Вольчья и т. п.). Наиболее многочисленной была группа названий, образованных от фамилий проживавших на улице горожан, занимавших высокое положение в городском обществе (Рязановская, Коробковская, Харитоновская и т. п.).

## Исчезнувшие улицы в границах города на 1917 год
- Авейде Марии
- Берёзовская площадь
- Бороздинская
- Верхне-Наземская
- Главная Торговая площадь
- Дровяная
- Каменский переулок (Каменский порядок)
- Кержинская
- Кичигина
- Кладбищенская
- Коковинская площадь
- Кологривова
- Коротенькая
- Короткая
- Косая
- Косой порядок
- Малаховская площадь
- Малая Соборная
- Мануйловский переулок
- Мельковская Береговая (Мельковская набережная)
- Мельковская площадь
- Переулок Мольера (бывший 1-й Коковинский)
- Мысовая
- Наземка
- Одинарка в Банной слободе.
- Одинарка в Ссыльной слободе.
- Опалиха 17-я (Героев Труда)
- Попова
- Потапова
- Проломная (Проломская)
- Протопоповская
- Пышминская
- Расторгуевская площадь (Нижняя Яма)
- Ревдинский переулок (бывший Столовый завал, Столовая)
- Семёнова
- Сенная площадь (Конная, бывшая Первого Мая)
- Совхозный переулок (бывший 2-й Коковинский)
- Сухаревская на Мельковке (бывш. Парижской Коммуны)
- Тобольцева
- Узенькая Мельковская
- Хлебная площадь (Хлебный рынок)
- Цыганская площадь (бывшая Меновая, Горсовета)
- Щепная площадь (бывшая Монастырская, Дровяная)

## Исчезнувшие улицы посёлка Верх-Исетского завода
- Закутилова 1-я (Первоуральская ул.)
- Закутилова 2-я (ул. Труда)

## Улицы, исчезнувшие после 1917 года (кроме городских улиц, появившихся до 1917 года)
- Августовский переулок
- Агрегатный переулок (Октябрьский, Синие Камни)
- Армянский переулок
- Активистов (Октябрьский, Сибирский)
- Алданская (Кировский, ЖБИ)
- Алексея Толстого (Кировский, Пионерский)
- Анисовый переулок
- Белорусский переулок
- Бородулинская
- Будённого
- Витебская (Застроена) (Железнодорожный, Сортировочный, пос. Красная Звезда)
- Волочаевская
- 1-й Вольный переулок(Кировский, Комсомольский)
- 3-й Вольный переулок (Кировский, Комсомольский)
- Второй переулок (Октябрьский, Синие Камни)
- Восьмой переулок (Октябрьский, Синие Камни)
- Гранитная (бывш. ул. Днепровская) (Октябрьский, Синие Камни)
- Девятый переулок (Октябрьский, Синие Камни)
- Добровольцев
- Зайковская
- Заказной переулок
- Исовская (бывш. ул. 1-го Мая) (Чкаловский, Химмаш)
- Истокский переулок
- Кантонской коммуны (бывш. Сухаревская наб.) (,Центральный)
- Карабашский переулок
- Клауса
- Косулинский переулок
- Красногвардейская улица
- Кряжовая
- Ленский переулок (Октябрьский, Синие Камни)
- Маршрутная (Кировский, Втузгородок)
- Меднорудянская (Застроена) (Железнодорожный, Сортировочный, пос. Красная Звезда)
- Монгольская (вошла в ул. Пехотинцев)
- Морозова Павлика
- Мурманская
- Народный переулок
- Насыпная
- Начальный переулок
- Неизвестный переулок
- Орская (Застроена) (Железнодорожный, Сортировочный, пос. Красная Звезда)
- Осетинский переулок
- Отлогий
- Павлика Морозова
- Перевозный переулок
- Пятый переулок (Октябрьский, Синие Камни)
- Раздельная
- Ромена Роллана
- Переулок Ростовского
- 1-й Ружейный переулок
- 2-й Ружейный переулок
- Сакко (Застроена) (Железнодорожный, Сортировочный, пос. Красная Звезда)
- Самородный переулок
- Переулок Сборщиков
- Седьмой переулок (Октябрьский, Синие Камни)
- Синий переулок[2] (Октябрьский, Синие Камни)
- Станционная
- Стеклографистов
- Строммашина
- Табачный
- Такелажная
- Текстильщиков
- Третий переулок (Октябрьский, Синие Камни)
- Тульский переулок (вошел в ул. Волгоградскую)
- Переулок Усыскина (бывш. 3-й Загородный)
- Уфалейский переулок
- Переулок Федосеенко (бывш. 2-й Загородный)
- Четвёртый переулок (Октябрьский, Синие Камни)
- Чусовская
- Шестой переулок (Октябрьский, Синие Камни)
- Шлакоблочная
- Спартака (ранее 10-я Опалиха)
- Кушвинская (ранее 14-я Опалиха)
- Вятская (ранее 15-я Опалиха)
- Финских Коммунаров (ранее 8-я Опалиха)
- Егорова (ранее 9-я Опалиха)
- Махнёва (ранее 6-я Опалиха)
- Свободы (ранее 11-я Опалиха. Вошла в улицу Опалихинскую)
- Угольщиков (Завокзальный)
- Сухорукова (ВИЗ)
- Милицейская (Кировский)
- Беринга (Вокзальный)